# Химзо Салихагић
Химзо Салихагић (Шујица, код Томиславграда, 1917 — Кифино Село, 22. март 1943) био је учесник Народноослободилачке борбе и народни херој Југославије.

## Биографија
Рођен је 1917. године у селу Шујици код Томиславграда. После завршетка основне школе у родном месту, радио је као најамни радник код имућнијих сељака. Године 1936, отишао је у Сарајево и радио на грађевинама. Као припадник радничког покрета, учествовао је у акцијама Комунистичке партије Југославије, а вероватно је тада и постао члан КПЈ. Године 1940, вратио се у радно село.
Првих дана оружаног устанка 1941. године, Химзо се повезао с групом другова који су већ били изишли на планину Цинцар и руководили организовањем устанка. У марту 1942, ступио је у Ливањски партизански одред. Касније је прешао у Пету црногорску бригаду. Истакао се у борби с четницима на простору Долац—Велимље, у Гатачком срезу.
У борби коју је водила Пета црногорска бригада око Ливна, Химзо је међу првима ускочио у непријатељске бункере и нанео непријатељу велике губитке. Године 1943, у борбама за слобођење Прозора, Химзо је, као добровољац, учествовао у кидању непријатељских жичаних препрека, а затим је бомбама уништио посаду два италијанска бункера и тако омогућио даље напредовање својој јединици.
Погинуо је 22. марта 1943. године у Кифином Селу, у борби с четницима и италијанским фашистима, када га је рафал из митраљеза погодио у груди. Сахрањен је у истом селу.
Указом Президијума Народне скупштине Федеративне Народне Републике Југославије, 20. децембра 1951. године, проглашен је за народног хероја.